# سوردا (شهرستان کاراایدلسکی، باشقیرستان)
سوردا (انگلیسی: Surda, Karaidelsky District, Republic of Bashkortostan) یک شهرک در شهرستان کاراایدلسکی استان باشقیرستان کشور روسیه است.